# Cheiracanthium
Cheiracanthium är ett släkte av spindlar som beskrevs av Carl Ludwig Koch 1839. Cheiracanthium ingår i familjen sporrspindlar.

## Dottertaxa tillCheiracanthium, i alfabetisk ordning[1][2]
- Cheiracanthium abbreviatum
- Cheiracanthium aculeatum
- Cheiracanthium adjacens
- Cheiracanthium africanum
- Cheiracanthium aizwalensis
- Cheiracanthium albidulum
- Cheiracanthium angulitarse
- Cheiracanthium annulipes
- Cheiracanthium apia
- Cheiracanthium approximatum
- Cheiracanthium auenati
- Cheiracanthium bantaengi
- Cheiracanthium barbarum
- Cheiracanthium brevicalcaratum
- Cheiracanthium brevidens
- Cheiracanthium brevispinum
- Cheiracanthium campestre
- Cheiracanthium canariense
- Cheiracanthium catindigae
- Cheiracanthium caudatum
- Cheiracanthium conflexum
- Cheiracanthium conspersum
- Cheiracanthium cretense
- Cheiracanthium crucigerum
- Cheiracanthium cuniculum
- Cheiracanthium danieli
- Cheiracanthium daquilium
- Cheiracanthium debile
- Cheiracanthium denisi
- Cheiracanthium digitivorum
- Cheiracanthium effossum
- Cheiracanthium elegans
- Cheiracanthium equestre
- Cheiracanthium erraticum
- Cheiracanthium eutittha
- Cheiracanthium excavatum
- Cheiracanthium exilipes
- Cheiracanthium exquestitum
- Cheiracanthium falcatum
- Cheiracanthium festae
- Cheiracanthium fibrosum
- Cheiracanthium fujianense
- Cheiracanthium fulvotestaceum
- Cheiracanthium furax
- Cheiracanthium furculatum
- Cheiracanthium gobi
- Cheiracanthium gracile
- Cheiracanthium gracilipes
- Cheiracanthium gratum
- Cheiracanthium gyirongense
- Cheiracanthium halophilum
- Cheiracanthium himalayense
- Cheiracanthium hypocyrtum
- Cheiracanthium ienisteai
- Cheiracanthium impressum
- Cheiracanthium incertum
- Cheiracanthium inclusum
- Cheiracanthium incomptum
- Cheiracanthium indicum
- Cheiracanthium inornatum
- Cheiracanthium insigne
- Cheiracanthium insulanum
- Cheiracanthium insulare
- Cheiracanthium isiacum
- Cheiracanthium itakeum
- Cheiracanthium jabalpurense
- Cheiracanthium japonicum
- Cheiracanthium joculare
- Cheiracanthium jovium
- Cheiracanthium kashmirense
- Cheiracanthium kibonotense
- Cheiracanthium klabati
- Cheiracanthium kompiricola
- Cheiracanthium lanceolatum
- Cheiracanthium lascivum
- Cheiracanthium leucophaeum
- Cheiracanthium ligawsolanum
- Cheiracanthium liplikeum
- Cheiracanthium liuyangense
- Cheiracanthium lompobattangi
- Cheiracanthium longimanum
- Cheiracanthium longipes
- Cheiracanthium longtailen
- Cheiracanthium ludovici
- Cheiracanthium macedonicum
- Cheiracanthium mangiferae
- Cheiracanthium margaritae
- Cheiracanthium marplesi
- Cheiracanthium melanostomum
- Cheiracanthium mertoni
- Cheiracanthium mildei
- Cheiracanthium minahassae
- Cheiracanthium molle
- Cheiracanthium mondrainense
- Cheiracanthium mongolicum
- Cheiracanthium montanum
- Cheiracanthium mordax
- Cheiracanthium murinum
- Cheiracanthium mysorense
- Cheiracanthium nalsaroverense
- Cheiracanthium nervosum
- Cheiracanthium ningmingense
- Cheiracanthium occidentale
- Cheiracanthium olliforme
- Cheiracanthium oncognathum
- Cheiracanthium pallidum
- Cheiracanthium pauriense
- Cheiracanthium pelasgicum
- Cheiracanthium pennatum
- Cheiracanthium pennuliferum
- Cheiracanthium pennyi
- Cheiracanthium peregrinum
- Cheiracanthium pichoni
- Cheiracanthium poonaense
- Cheiracanthium potanini
- Cheiracanthium punctipedellum
- Cheiracanthium punctorium
- Cheiracanthium punjabense
- Cheiracanthium rehobothense
- Cheiracanthium rupestre
- Cheiracanthium rupicola
- Cheiracanthium sakoemicum
- Cheiracanthium salsicola
- Cheiracanthium sambii
- Cheiracanthium sansibaricum
- Cheiracanthium saraswatii
- Cheiracanthium schenkeli
- Cheiracanthium seidlitzi
- Cheiracanthium seshii
- Cheiracanthium sikkimense
- Cheiracanthium silaceum
- Cheiracanthium simaoense
- Cheiracanthium simplex
- Cheiracanthium siwi
- Cheiracanthium solidum
- Cheiracanthium soputani
- Cheiracanthium spectabile
- Cheiracanthium sphaericum
- Cheiracanthium strasseni
- Cheiracanthium stratioticum
- Cheiracanthium streblowi
- Cheiracanthium striolatum
- Cheiracanthium submordax
- Cheiracanthium taegense
- Cheiracanthium tagorei
- Cheiracanthium taiwanicum
- Cheiracanthium tanmoyi
- Cheiracanthium taprobanense
- Cheiracanthium tenue
- Cheiracanthium tetragnathoide
- Cheiracanthium torricellianum
- Cheiracanthium triviale
- Cheiracanthium trivittatum
- Cheiracanthium turanicum
- Cheiracanthium turiae
- Cheiracanthium uncinatum
- Cheiracanthium unicum
- Cheiracanthium vansoni
- Cheiracanthium wiehlei
- Cheiracanthium wilma
- Cheiracanthium virescens
- Cheiracanthium vorax
- Cheiracanthium zebrinum
- Cheiracanthium zhejiangense